# Xã Chesaning, Michigan
Xã Chesaning (tiếng Anh: Chesaning Township) là một xã thuộc quận Saginaw, tiểu bang Michigan, Hoa Kỳ. Năm 2010, dân số của xã này là 4.659 người.